# Peter Gleick
Peter H. Gleick (pronúnciase glick; n. 1956) es un científico estadounidense que trabaja en temas relativos a las ciencias ambientales, desarrollo económico, seguridad internacional, ética científica e integridad, con especial atención a los desafíos a nivel mundial del agua dulce. Trabajó en el «Instituto del Pacífico» de Oakland, California, que cofundó en 1987.
En 2003, fue galardonado con una beca MacArthur por su obra en recursos hídricos. Entre los temas que ha abordado están los conflictos por los recursos hídricos, el impacto del cambio climático en los recursos hídricos, el derecho al agua humano, los problemas de miles de millones de personas sin agua segura, saneamiento asequible y fiable. En 2006, fue elegido en la Academia Nacional de Ciencias de Estados Unidos. En 2011, Gleick fue el Pte. organizador del "nuevo grupo de trabajo sobre ética científica e integridad" de la Unión Geofísica de Estados Unidos.
El 16 de febrero de 2012, Gleick renunció a esa presidencia de Grupo de Tareas sobre Ética de la American Geophysical Union (Idioma inglés) citando “razones personales, privadas”. El 20 de febrero confesó que había obtenido y distribuido documentos del Instituto Heartland, bajo un nombre falso, y se disculpó. Y el 24 de febrero pidió a la Junta del Instituto del Pacífico, concederle un permiso de ausencia "temporal de corto plazo," del Instituto.

## Inicios de su carrera
Recibió un B.S. de la Universidad de Yale, y un M.S. y Ph.D. en Energía y Recursos por la University of California, Berkeley, enfocado en hidroclimatología. Su disertación de defensa de tesis fue el primero en modelar los impactos regionales del cambio climático sobre los recursos hídricos.

## Vida personal
Gleick es hermano del escritor James Gleick y de la editora Elizabeth Gleick.

## Honores
- 1999 Electo académico de International Water Academy, Oslo, Noruega
- 2001 Nombrado por la BBC como un "Visionario del Ambiente" en su Guía Esencial del siglo XXI
- 2001 Appointed to Water Science and Technology Board of the National Academy of Sciences, Washington D. C.
- 2003 MacArthur Fellow "Genius Award"
- 2005 Elected Fellow of the International Water Resources Association
- 2006 Elected Fellow of the American Association for the Advancement of Science
- 2006 Elected Member of the United States National Academy of Sciences
- 2008 Selected to Present the Abel Wolman Distinguished Lecture at the United States National Academy of Sciences, 23 de abril de 2008, Washington D. C.
- 2008 Named by Wired Magazine's Smart List as one of "15 people the next President should listen to"[10]
- 2009 Keynote Lecturer at the Nobel Conference at Gustavus Adolphus College in St. Peter, Minnesota[11]
- 2010 Named "Visionary: A Catalyst for an Enlightened Future" in the Los Angeles Times Magazine Section, 3 de enero de 2010
- 2011 Winner, along with his Pacific Institute of the first U.S. Water Prize
- 2011 Winner of the IWRA Ven Te Chow Memorial Award

## Algunas publicaciones

### Libros
- Peter H. Gleick (editor), Water in Crisis: A Guide to the World's Fresh Water Resources. Oxford University Press, New York, 1993. ISBN 978-0-19-507628-8
- Peter H. Gleick, The World's Water 1998-1999 (Volume 1): The Biennial Report on Freshwater Resources. Island Press, Washington D. C., 1998.
- Peter H. Gleick, The World's Water 2000-2001 (Volume 2): The Biennial Report on Freshwater Resources. Island Press, Washington D. C., 2000.
- Peter H. Gleick and associates, The World's Water 2002-2003 (Volume 3): The Biennial Report on Freshwater Resources. Island Press, Washington D. C., 2002.
- Peter H. Gleick and associates, The World's Water 2004-2005 (Volume 4): The Biennial Report on Freshwater Resources. Island Press, Washington D. C., 2004.
- Peter H. Gleick and associates, The World's Water 2006-2007 (Volume 5): The Biennial Report on Freshwater Resources. Island Press, Washington D. C., 2006.
- Peter H. Gleick and associates, The World's Water 2008-2009 (Volume 6); The Biennial Report on Freshwater Resources. Island Press, Washington D. C., 2008.
- Peter H. Gleick and associates, The World's Water (Volume 7): The Biennial Report on Freshwater Resources. Island Press, Washington D. C., 2011.
- Peter H. Gleick, Bottled and Sold: The Story Behind Our Obsession with Bottled Water. Island Press, Washington D. C., 2010 Bottled and Sold